# Orland Kurtenbach
Orland John Kurtenbach (né le 7 septembre 1936 à Cudworth, dans la province de la Saskatchewan, au Canada) est un joueur professionnel canadien de hockey sur glace qui évoluait au poste de centre.

## Biographie
Kurtenbach naît à Cudworth, dans la Saskatchewan, le 7 septembre 1936. Il grandit dans une ferme jusqu'au déménagement de sa famille à Prince Albert, à 10 ans. C'est à cette époque que Kurtenbach commence à jouer au hockey. Il joue d'abord défenseur avant de devenir centre plus tard dans sa carrière. 

### Carrière de joueur

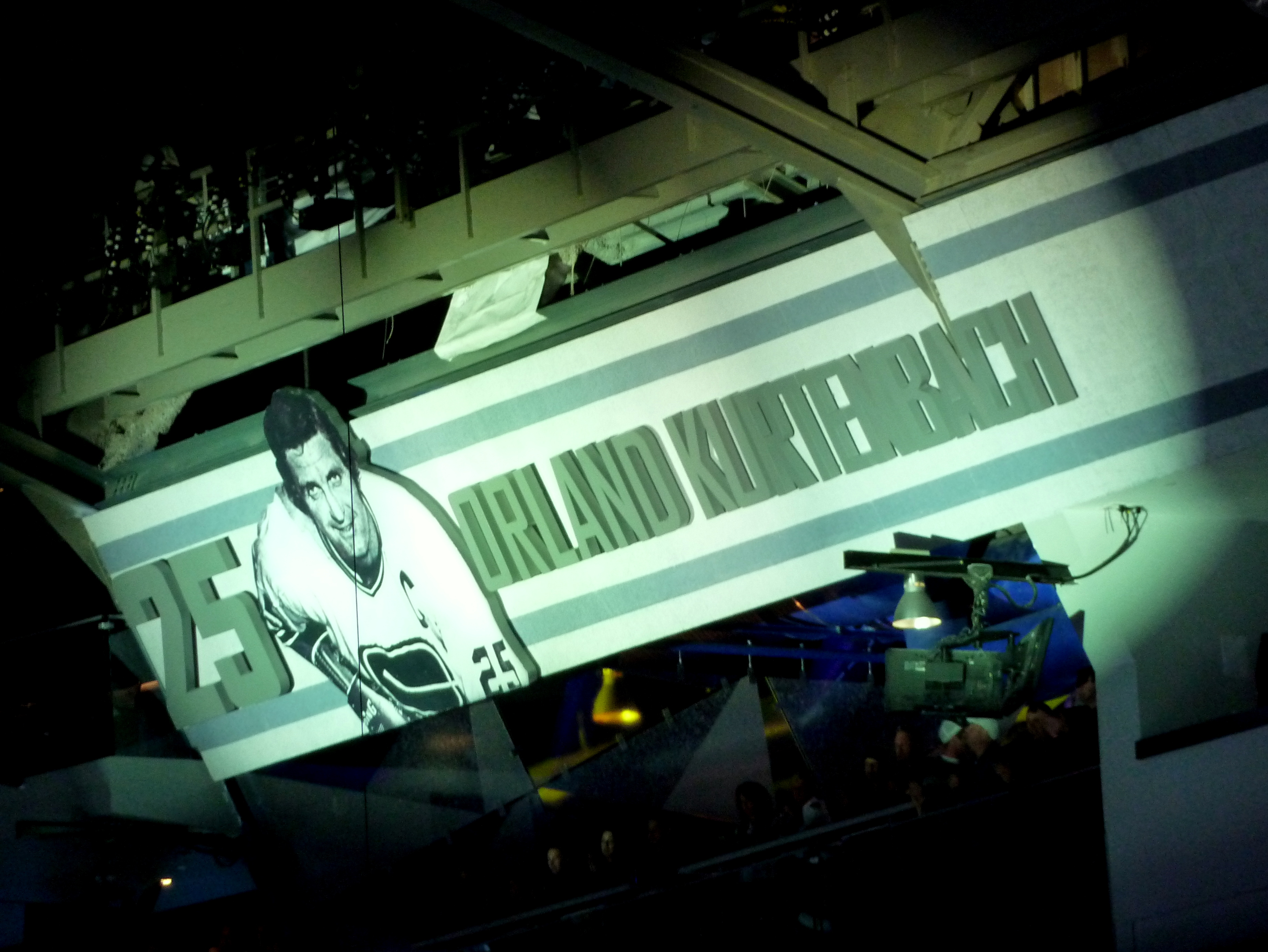
La plaque de Kurtenbach sur le Ring of Honour dans la Rogers Arena

Il joue dans la Ligue de hockey junior de la Saskatchewan (LHJS) avec le Mintos de Prince Albert pendant deux saisons et fait également de brèves apparitions avec les Quakers de Saskatoon dans la Western Hockey League (WHL). Lors de sa première saison dans la LHJS, il termine meilleur passeur de la ligue. En 1957, après l'élimination de son équipe en séries éliminatoires de la LHJS, Kurtenbach termine la saison avec les Bombers de Flin Flon avec lesquels il remporte la Coupe Memorial. Il signe son premier contrat professionnel avec les Canucks de Vancouver dans la WHL pour la saison 1957-1958. Lors de sa première saison, il marque 54 points en 52 matchs et gagne le Trophée de la recrue. En séries éliminatoires, il aide les Canucks à remporter la Coupe du président. Kurtenbach joue la majorité de ses débuts de carrière professionnelle dans les ligue mineures, dans la LAH avec les Bisons de Buffalo, les Indians de Springfield et les Reds de Providence, et dans la WHL avec les Seals de San Francisco et les Canucks. Il connaît sa meilleure saison en 1962-1963, quand il marque 87 points pour les Seals en 70 matchs et remporte avec eux les séries éliminatoires de la WHL. Pendant son temps dans les mineures, Kurtenbach fait deux brèves apparitions dans la Ligue nationale de hockey avec les Rangers de New York et les Bruins de Boston, pour un total de dix-huit matchs, mais ne joue sa première saison complète dans la LNH qu'en 1963-1964 avec les Bruins. En 1965-1966, il signe avec les Maple Leafs de Toronto, où il joue un rôle essentiellement défensif. L'année suivante, il rejoint les Rangers de New York où il passe quatre saisons. En 1970, lors du repêchage d'expansion, il n'est pas protégé par les Rangers et est choisi en 2e position par les Canucks de Vancouver qui le nomment 1er capitaine de l'histoire du club. Lors de sa première saison avec les Canuck, il enregistre une moyenne d'un point par match avec 53 points en 52 matchs, malgré une blessure sérieuse le 23 décembre qui le met à l'écart du jeu jusqu'au 3 mars. La saison suivante, il a obtient un record personnel dans la LNH avec 61 points marqués en 78 matchs. Beaucoup de joueurs de Vancouver quittent le club cette saison, pour jouer dans l'Association mondiale de hockey (AMH) qui est attractive grâce à de plus grands salaires. Kurtenbach, pour sa part, voit les Sharks de Los Angeles  lui offrir de 150 000 dollars mais refuse. Durant sa carrière avec les Canucks, il évolue souvent sur la même ligne que Wayne Maki et Murray Hall. Il prend sa retraite de la LNH après sa quatrième saison avec Vancouver. Il termine sa carrière dans la LNH avec 119 buts et 213 passes pour 332 points en 639 matchs, ainsi que 628 minutes de pénalité. Le 26 octobre 2010, il est le premier joueur des Canucks intronisé sur le Ring of Honour des Canucks. Une cérémonie a lieu avant le match des Canucks contre l'Avalanche du Colorado.

### Carrière d'entraîneur
La saison suivant sa retraite, Kurtenbach rejoint les Totems de Seattle dans la Ligue centrale de hockey, pour devenir leur entraîneur-chef. Après une saison perdante avec Seattle, il entraîne deux saisons les Oilers de Tulsa avec lesquels il remporte un championnat en 1976 et reçoit Trophée Jake Milford du meilleur entraîneur de l'année. En 1976-1977, Kurtenbach retourne dans la LNH pour remplacer Phil Maloney en milieu de la saison comme entraîneur-chef des Canucks. Cependant, après un an et demi et un bilan de 36 victoires pour 62 défaites et 27 matchs nuls, Kurtenbach est remplacé par Harry Neale à la fin de la saison 1977-1978. Kurtenbach entraîne ensuite plus tard les Indians de Springfield dans la LAH en 1982 et les Sockeyes de Richmond dans la BCHL en 1986 qu'il a menés à la Coupe du Centenaire 1987 avant de prendre sa retraite.

## Statistiques

### Joueur
| Saison     | Équipe                  | Ligue      |     | Saison régulière | Saison régulière | Saison régulière | Saison régulière | Saison régulière |   | Séries éliminatoires | Séries éliminatoires | Séries éliminatoires | Séries éliminatoires | Séries éliminatoires |
| Saison     | Équipe                  | Ligue      | PJ  | B                | A                | Pts              | Pun              | PJ               | B | A                    | Pts                  | Pun                  |                      |                      |
| 1953-1954  | Mintos de Prince Albert | SJHL       | 47  | 30               | 41               | 71               | 48               | -                | - | -                    | -                    | -                    |                      |                      |
| 1954-1955  | Quakers de Saskatoon    | WHL        | 1   | 0                | 0                | 0                | 0                | -                | - | -                    | -                    | -                    |                      |                      |
| 1954-1955  | Mintos de Prince Albert | SJHL       | 48  | 30               | 41               | 71               | 57               | -                | - | -                    | -                    | -                    |                      |                      |
| 1955-1956  | Quakers de Saskatoon    | WHL        | 3   | 0                | 0                | 0                | 4                | 2                | 0 | 0                    | 0                    | 0                    |                      |                      |
| 1955-1956  | Mintos de Prince Albert | SJHL       |     | 41               | 42               | 83               | 66               | -                | - | -                    | -                    | -                    |                      |                      |
| 1956-1957  | Mintos de Prince Albert | SJHL       |     |                  |                  |                  |                  |                  |   |                      |                      |                      |                      |                      |
| 1957-1958  | Canucks de Vancouver    | WHL        | 52  | 15               | 39               | 54               | 58               | 8                | 3 | 3                    | 6                    | 8                    |                      |                      |
| 1958-1959  | Bisons de Buffalo       | LAH        | 70  | 9                | 14               | 23               | 73               | 7                | 0 | 0                    | 0                    | 0                    |                      |                      |
| 1959-1960  | Canucks de Vancouver    | WHL        | 42  | 11               | 27               | 38               | 51               | 11               | 1 | 5                    | 6                    | 11                   |                      |                      |
| 1959-1960  | Indians de Springfield  | LAH        | 14  | 0                | 6                | 6                | 17               | -                | - | -                    | -                    | -                    |                      |                      |
| 1960-1961  | Rangers de New York     | LNH        | 10  | 0                | 6                | 6                | 2                | -                | - | -                    | -                    | -                    |                      |                      |
| 1960-1961  | Canucks de Vancouver    | WHL        | 55  | 20               | 27               | 47               | 31               | -                | - | -                    | -                    | -                    |                      |                      |
| 1961-1962  | Reds de Providence      | LAH        | 64  | 31               | 33               | 64               | 51               | 3                | 1 | 1                    | 2                    | 5                    |                      |                      |
| 1961-1962  | Bruins de Boston        | LNH        | 8   | 0                | 0                | 0                | 6                | -                | - | -                    | -                    | -                    |                      |                      |
| 1962-1963  | Seals de San Francisco  | WHL        | 70  | 30               | 57               | 87               | 94               | 17               | 4 | 13                   | 17                   | 51                   |                      |                      |
| 1963-1964  | Bruins de Boston        | LNH        | 70  | 12               | 25               | 37               | 91               | -                | - | -                    | -                    | -                    |                      |                      |
| 1964-1965  | Bruins de Boston        | LNH        | 64  | 6                | 20               | 26               | 86               | -                | - | -                    | -                    | -                    |                      |                      |
| 1965-1966  | Maple Leafs de Toronto  | LNH        | 70  | 9                | 6                | 15               | 54               | 4                | 0 | 0                    | 0                    | 20                   |                      |                      |
| 1966-1967  | Rangers de New York     | LNH        | 60  | 11               | 25               | 36               | 58               | 3                | 0 | 2                    | 2                    | 0                    |                      |                      |
| 1967-1968  | Rangers de New York     | LNH        | 73  | 15               | 20               | 35               | 82               | 6                | 1 | 0                    | 1                    | 26                   |                      |                      |
| 1968-1969  | Knights d'Omaha         | LCH        | 1   | 0                | 0                | 0                | 0                | -                | - | -                    | -                    | -                    |                      |                      |
| 1968-1969  | Rangers de New York     | LNH        | 2   | 0                | 0                | 0                | 2                | -                | - | -                    | -                    | -                    |                      |                      |
| 1969-1970  | Rangers de New York     | LNH        | 53  | 4                | 10               | 14               | 47               | 6                | 1 | 2                    | 3                    | 24                   |                      |                      |
| 1969-1970  | Bison de Buffalo        | LAH        | 6   | 1                | 5                | 6                | 2                | -                | - | -                    | -                    | -                    |                      |                      |
| 1970-1971  | Canucks de Vancouver    | LNH        | 52  | 21               | 32               | 53               | 84               | -                | - | -                    | -                    | -                    |                      |                      |
| 1971-1972  | Canucks de Vancouver    | LNH        | 78  | 24               | 37               | 61               | 48               | -                | - | -                    | -                    | -                    |                      |                      |
| 1972-1973  | Canucks de Vancouver    | LNH        | 47  | 9                | 19               | 28               | 38               | -                | - | -                    | -                    | -                    |                      |                      |
| 1973-1974  | Canucks de Vancouver    | LNH        | 52  | 8                | 13               | 21               | 30               | -                | - | -                    | -                    | -                    |                      |                      |
| Totaux LNH | Totaux LNH              | Totaux LNH | 639 | 119              | 213              | 332              | 628              | 19               | 2 | 4                    | 6                    | 70                   |                      |                      |

### Entraîneur
| Saison    | Équipe                 | Ligue |    | PJ | V  | D  | N    | % V           |  | Séries éliminatoires |
| 1974-1975 | Totems de Seattle      | LCH   | 78 | 29 | 38 | 11 | 44,2 | Non qualifiés |  |                      |
| 1975-1976 | Oilers de Tulsa        | LCH   | 76 | 45 | 21 | 10 | 65,8 | Vainqueurs    |  |                      |
| 1977-1978 | Canucks de Vancouver   | LNH   | 80 | 20 | 43 | 17 | 35,6 | Non qualifiés |  |                      |
| 1982-1983 | Indians de Springfield | LAH   | 80 | 31 | 43 | 6  | 42,5 | Non qualifiés |  |                      |
| 1986-1987 | Sockeyes de Richmond   | LHCB  | 52 | 38 | 14 | 0  | 73,1 |               |  |                      |
| 1989-1990 | Sockeyes de Richmond   | LHCB  | 59 | 2  | 35 | 3  | 38,1 |               |  |                      |

## Récompenses
Pendant sa carrière, Kurtenbach a obtenu deux récompenses. La première en tant que joueur, la deuxième comme entraîneur :
- 1957-1958 : recrue de l'année de la WHL ;
- 1975-1976 : Trophée ake Milford de l'entraîneur de l'année dans la LCH.